# الآنسة ليمون
الآنسة ليمون (بالإنجليزية: Miss Lemon) أو فِلِستي ليمون (بالإنجليزية: Felicity Lemon) هي إحدى شخصيات أجاثا كريستي متعددة الظهور في رواياتها وبالأخص روايات بوارو. وهي سكرتيرة بوارو، ونادرًا ما تقترف الأخطاء في عملها، يصفها بوارو بأنها "فعالة بشكل لا يصدق"، وهي خبيرة في كل شيء يخص عملها، و خططَت لإنشاء نظام الإيداع كان يقارب الكمال. عملت الآنسة ليمون للحكومة وأيضًا لدى باركر بين. سواءً كان ذلك خلال إجازاتها أو يعد تقاعدها من العمل لدى بوارو أو قبل دخولها عملها فهذا غير معروف.

## الكتب التي ظهرت فيها الآنسة ليمون
| الروايات 1. الأربعة الكبار (1927) 2. موت اللورد إدجوير (1933) 3. شر تحت أشعة الشمس (1941) 4. جريمة في سكن الطلاب (1955) | القصص 1. تحقيقات بوارو (1924) 2. جريمة في الإسطبلات وقصص أخرى (1937) 3. لغز الزوارق وقصص أخرى (1939) 4. مقاضاة الشاهد وقصص أخرى (1948) 5. ثلاثة فئران مكفوفين وقصص أخرى (1950) 6. المضطهد وقصص أخرى (1951) 7. مغامرة كعكة العيد وقصص أخرى (1960) 8. الخطيئة المزدوجة وقصص أخرى (1961) 9. قضايا بوارو الأولى (1974) 10. مشكلة في خليج بولينسا وقصص أخرى (1991) |